# Kuurne-Bruxelles-Kuurne 1980
La 35e édition de Kuurne-Bruxelles-Kuurne a eu lieu le 2 mars 1980. La course est remportée par le Néerlandais Jan Raas (TI-Raleigh-Creda) qui a parcouru les 212 kilomètres en 5 h 17. Il est suivi à vingt-cinq secondes par le Belge Ludo Peeters (IJsboerke-Warncke Eis) et à vingt-sept secondes par l'Irlandais Sean Kelly (Splendor-Admiral), ce dernier occupant déjà la même place la veille sur le Circuit Het Volk.

## Équipes
| Équipes professionnelles (7)- TI-Raleigh-Creda - IJsboerke-Warncke Eis - Splendor-Admiral - Marc-Carlos-V.R.D.-Woningbouw - La Redoute-Motobécane - Eurobouw-Cambio Rino - Miko-Mercier-Vivagel |
| |

## Classement final
La course est remportée par le Néerlandais Jan Raas (TI-Raleigh-Creda) qui a parcouru les 212 kilomètres en 5 h 17. Il est suivi à vingt-cinq secondes par le Belge Ludo Peeters (IJsboerke-Warncke Eis) et à vingt-sept secondes par l'Irlandais Sean Kelly (Splendor-Admiral).
| \| Classement général \| Classement général \| Classement général \| Classement général \| Classement général \| \| Coureur \| Coureur \| Pays \| Équipe \| Temps \| \| ------------------ \| ------------------- \| ------------------ \| ----------------------------- \| ------------------ \| \| 1er \| Jan Raas \| Pays-Bas \| TI-Raleigh-Creda \| 5 h 17 min 00 s \| \| 2e \| Ludo Peeters \| Belgique \| IJsboerke-Warncke Eis \| + 25 s \| \| 3e \| Sean Kelly \| Irlande \| Splendor-Admiral \| + 27 s \| \| 4e \| Jos Van De Poel \| Belgique \| IJsboerke-Warncke Eis \| + 1 min 30 s \| \| 5e \| Jos Schipper \| Pays-Bas \| Marc-Carlos-V.R.D.-Woningbouw \| + 1 min 30 s \| \| 6e \| Etienne De Wilde \| Belgique \| Splendor-Admiral \| + 1 min 30 s \| \| 7e \| Ferdi Van Den Haute \| Belgique \| La Redoute-Motobécane \| + 1 min 30 s \| \| 8e \| Dirk Vermeersch \| Belgique \| Eurobouw-Cambio Rino \| + 1 min 30 s \| \| 9e \| André Dierickx \| Belgique \| IJsboerke-Warncke Eis \| + 1 min 30 s \| \| 10e \| Hubert Mathis \| France \| Miko-Mercier-Vivagel \| + 1 min 30 s \| |                     |          |                               |                 |
| |                     |          |                               |                 |
| Source : Cycling Archives |                     |          |                               |                 |
| Classement général |                     |          |                               |                 |
| Coureur | Coureur             | Pays     | Équipe                        | Temps           |
| 1er | Jan Raas            | Pays-Bas | TI-Raleigh-Creda              | 5 h 17 min 00 s |
| 2e | Ludo Peeters        | Belgique | IJsboerke-Warncke Eis         | + 25 s          |
| 3e | Sean Kelly          | Irlande  | Splendor-Admiral              | + 27 s          |
| 4e | Jos Van De Poel     | Belgique | IJsboerke-Warncke Eis         | + 1 min 30 s    |
| 5e | Jos Schipper        | Pays-Bas | Marc-Carlos-V.R.D.-Woningbouw | + 1 min 30 s    |
| 6e | Etienne De Wilde    | Belgique | Splendor-Admiral              | + 1 min 30 s    |
| 7e | Ferdi Van Den Haute | Belgique | La Redoute-Motobécane         | + 1 min 30 s    |
| 8e | Dirk Vermeersch     | Belgique | Eurobouw-Cambio Rino          | + 1 min 30 s    |
| 9e | André Dierickx      | Belgique | IJsboerke-Warncke Eis         | + 1 min 30 s    |
| 10e | Hubert Mathis       | France   | Miko-Mercier-Vivagel          | + 1 min 30 s    |